# Dean Wareham
Dean Wareham, född 1 augusti 1963 i Wellington, är en nyzeeländsk skådespelare och musiker.
Wareham är med i rockbandet Luna.